# François de Valbelle-Tourves
Pour les autres membres de la famille, voir Famille de Valbelle.
François de Valbelle de Tourves, né le 25 février 1664 et mort le 17 novembre 1727 à Saint-Omer, est un homme d'Église français des XVIIe et XVIIIe siècles. Il est évêque de Saint-Omer de 1708 à sa mort en 1727.

## Biographie

### Origines et famille
Issue d'apothicaires de Marseille, la famille de Valbelle est anoblie au XVIe siècle et va devenir une des plus importantes de Provence. Elle compte des officiers, des présidents et des conseillers au parlement d'Aix, trois évêques de Saint-Omer entre 1667 et 1754.
François de Valbelle de Tourves est le huitième enfant du marquis Jean-Baptiste de Valbelle de Tourves, et de Magdelon de Vintimille. Il est le cousin issu de germain de l'évêque de Saint-Omer Louis-Alphonse de Valbelle (1677-1708) qui affrontera Fénelon, lors de l'assemblée du clergé en 1700.

### Carrière ecclésiastique
Docteur de Sorbonne, il obtient le 9 juillet 1699 la charge d’aumônier du Roi que le cardinal de Fleury lui cède pour 60 000 livres. La somme lui est fournie par Cosme III de Valbelle qui « lui faisait encore une pension de 400 livres pour l'aider à subsister, il était en effet fort pauvre » jusqu'à ce que l'évêque de Saint-Omer fasse de lui son grand vicaire. Ces deux raisons l'empêchent de partir en avril 1702 avec la maison du duc de Bourgogne, mais il reçoit vers le 1er février 1704 la charge de maître de la chapelle du Roi qu'avait l'évêque de Saint-Omer, auquel il cède sa propre charge d'aumônier.
Le 15 août 1705, il reçoit le gouvernement de l'abbaye Notre-Dame de Pontron et devient doyen de Saint-Omer. À la mort de son cousin, il est nommé évêque de Saint-Omer, jusqu'à sa mort qui survient dans son diocèse le 17 novembre 1727, à l'âge de soixante-quatre ans.

## Honneurs et postérité
Une plaque, apposée sur la façade de l'hôpital-général de Saint-Omer, honore la mémoire et les actions de ce prélat, ainsi que celle de ses deux parents, évêques de Saint-Omer comme lui :

A LA MÉMOIRE

DE

LOUIS-ALPHONSE DE VALBELLE,

FRANÇOIS DE VALBELLE

ET JOSEPH-ALPHONSE DE VALBELLE,

ÉVÊQUES DE SAINT-OMER.

FONDATEURS DE L'HOPITAL-GÉNÉRAL DES ORPHELINS.

Trois vertueux prélats protecteurs de l'enfance

Ont offert cet asile à la simple innocence;

L'indigence y trouva la fin de ses malheurs;

La faiblesse un soutien et l'orphelin un père;

Le travail en écarte à jamais la misère.

Jeunes enfants, séchez vos pleurs;

En célébrant de Dieu la bonté paternelle.

En élevant vers lui vos timides accents;

Rappelez-lui dans vos chants innocents

Et les vertus et le nom de Valbelle.

MM.

LA CHAISE, GÉNÉRAL, PRÊFET,

DUBOIS, SOUS-PRÉFET,

WATRINGUE, MAIRE,

GAILLARD, VASSEDR, BACHELET, DESSAUX-LEBRETHON

ET LEROI, ADMINISTRATEURS,

10 novembre 1809